# Делиблатские пески
Делиблатские пески (серб. Делиблатска пешчара, или Делиблатски песак) или Банатские пески (серб. Банатска пешчара, или Банатски песак) — большая песчаная территория площадью около 300 км² в крае Воеводина, Сербия. Они расположены в южной части Баната, между рекой Дунай и юго-западным склоном Карпатских гор. Пески названы по названию деревни Делиблато, община Ковин. Основная масса песков образует холмы эллиптической формы со степными травянистыми равнинами и степными лесами.

## Описание
Делиблатские пески являются крупнейшим песчаным ландшафтом в Европе, иногда их называют «европейской Сахарой». Это часть большой доисторической пустыни, возникшей на месте Паннонского моря. Пески служат ареалом для многих эндемичных видов растений и животных, которые являются редкими или находящимися под угрозой исчезновения в Европе и во всём мире. На этой территории был создан специальный заповедник. На национальном уровне пески представляют собой специальную природную резервацию, созданную в 1977 году.

## Флора и фауна
Делиблатские пески отличаются растительным разнообразием, здесь растут 900 различных видов растений, многие из них считаются по международным стандартам редкими или эндемичными для Среднедунайской низменности. Регионы с подобной местностью по всей Европе были культивированы, засажены деревьями или иным образом изменены, в то время как Делиблатские пески в значительной степени остались нетронутыми. Среди исчезающих и эндемичных видов флоры здесь произрастают пион банатский, пион степной, полынь Панчича, камышевидник обыкновенный и карликовый степной миндаль. В этой области растут 20 различных видов орхидных. Редкие представители фауны: землекоп, степной скунс, муравьи-бегунки и степные песчанки. Основным источником пищи для некоторых исчезающих видов хищных птиц, таких как балобан, могильник и малый подорлик, являются суслики, которые живут на больших открытых травянистых полях; следовательно, такие зоны необходимы для их выживания. Также здесь встречаются волк, олень, косуля, кабан, шакал и лисица.